# Windpark Denkingen
Der Windpark Denkingen ist ein in Bau befindlicher Windpark bei Denkingen, einem Ortsteil von Pfullendorf im Landkreis Sigmaringen in Baden-Württemberg.

## Umfeld
Der Windpark grenzt im Westen direkt an den ebenfalls in Nord-Süd-Richtung verlaufenden Windpark Hilpensberg. Die Entfernung zwischen WEA 1 des Windparks Hilpensberg und den WEA 1 und 2 des Windparks Denkingen beträgt rund 500 Meter.
Die Windenergieanlagen des Windparks sind von Rickertsreute 1032 Meter (WEA 4), von Hilpensberg 1012 Meter (WEA 2) und von Denkingen 1582 Meter (nördlich von WEA 1) entfernt. Das Dorf Illmensee ist rund vier Kilometer westlich gelegen, die Stadt Pfullendorf rund fünf Kilometer nördlich.

## Anlagen
Ursprünglich waren für den Windpark GE Renewable Energy GE 5.3-158 Windenergieanlagen mit einer Nennleistung von 5,3 MW, einer Nabenhöhe von 161 Metern und einem Rotordurchmesser von 158 Metern geplant. Am 23. Dezember 2024 wurde jedoch vom Landratsamt die Änderung auf den Typ Enercon EP175 EP5 E2 genehmigt.
Diese Anlagen verfügen über eine Nennleistung von 7.000 kW (7 MW) und erreichen eine Gesamthöhe von 249,5 Metern (162 m Nabenhöhe + 175 m Rotordurchmesser / 2). Sie sind getriebelos konzipiert und arbeiten mit variabler Drehzahl sowie Vollumrichter. Die Einschaltgeschwindigkeit liegt bei 2,5 m/s, die Abschaltgeschwindigkeit bei 25 m/s. Für den Normalbetrieb ist eine Umgebungstemperatur von −10 °C bis +40 °C vorgesehen, im Standby-Modus von −20 °C bis +50 °C. Die Netzeinspeisung erfolgt über Enercon Wechselrichter. Der Schallleistungspegel im schalloptimierten Betrieb beträgt 106,9 dB(A). Der Rotor ist ein Luvläufer mit 175 Metern Durchmesser und Rotorblattverstellung. Der Generator ist ein direktgetriebener, permanenterregter Synchrongenerator (PMG) mit Luftkühlung.
| Foto |                 | Baujahr | Name             | Standort | Beschreibung | Metadaten                                              | Einzelnachweise |
| ---- | --------------- | ------- | ---------------- | -------- | ------------ | ------------------------------------------------------ | --------------- |
| BW   | Datei hochladen | 2025    | WEA 1 · Wikidata | Standort |              | P84(Architekt): P131(Ort):Pfullendorf Region-ISO:DE-BW | [ 6 ]           |
| BW   | Datei hochladen | 2025    | WEA 2 · Wikidata | Standort |              | P84(Architekt): P131(Ort):Pfullendorf Region-ISO:DE-BW | [ 7 ]           |
| BW   | Datei hochladen | 2025    | WEA 3 · Wikidata | Standort |              | P84(Architekt): P131(Ort):Pfullendorf Region-ISO:DE-BW | [ 8 ]           |
| BW   | Datei hochladen | 2025    | WEA 4 · Wikidata | Standort |              | P84(Architekt): P131(Ort):Pfullendorf Region-ISO:DE-BW | [ 9 ]           |

### Transportgewichte Gondel
Die einzelnen Komponenten der Enercon E-175 EP5 Windenergieanlage sind für ihren Transport in folgende Gewichte unterteilt: Das Maschinenhaus mit Transformator wiegt etwa 83,2 Tonnen, wobei das Maschinenhaus ohne Transformator circa 72,2 Tonnen und der Transformator selbst rund 11 Tonnen ausmachen. Die Rotornabe hat ein Gewicht von etwa 53,5 Tonnen. Der Generator-Rotor bringt circa 64,8 Tonnen auf die Waage, während der Generator-Stator ungefähr 70,2 Tonnen wiegt. Jedes einzelne Rotorblatt hat ein Transportgewicht von rund 29,5 Tonnen.
Diese Gewichtsangaben verstehen sich inklusive der jeweiligen Transportvorrichtungen. Hinzu kommen Materialien zur Verkabelung und weitere Kleinteile, die in mehreren Containern mit einem jeweiligen Maximalgewicht von 24 Tonnen transportiert werden.